# Flagey-lès-Auxonne
Flagey-lès-Auxonne is een gemeente in het Franse departement Côte-d'Or (regio Bourgogne-Franche-Comté) en telt 163 inwoners (1999). De plaats maakt deel uit van het arrondissement Dijon.

## Geografie
De oppervlakte van Flagey-lès-Auxonne bedraagt 7,8 km², de bevolkingsdichtheid is 20,9 inwoners per km².
De onderstaande kaart toont de ligging van Flagey-lès-Auxonne met de belangrijkste infrastructuur en aangrenzende gemeenten.

## Demografie
Onderstaande figuur toont het verloop van het inwonertal (bron: INSEE-tellingen).